# Бенитес, Бернардо
Берна́рдо Роме́о Бени́тес Фари́нья (исп. Bernardo Romeo Benítez Fariña; род. 14 января 2002, Sargento José Félix López, Консепсьон) — парагвайский футболист, полузащитник клуба «Гуарани».

## Клубная карьера
Бенитес — воспитанник клуба «Гуарани». 10 апреля 2022 года в матче против столичной «Спортиво Амелиано» он дебютировал в парагвайской Примере. 22 мая в поединке против «Хенераль Кабальеро» Бернардо забил свой первый гол за «Гуарани». 